# Luapula (flod)
 Ikke at forveksle med Luapula (provins).
Luapula er en omkring 740 km lang kildeflod til Luvua, som igen er en højre biflod til Lualaba (den øvre del af Congofloden) i Afrika.

## Flodens løb
Floden kommer fra Bangweulu-søen i det nordlige del af Zambia, og fra de tilstødende Bangweulusumpe, som får vand fra talrige små floder fra de omkringliggende bjerge, især Chambeshi, som løber ikke langt fra grænsen til Tanzania, mellem Tanganyika- og Malawisøen og igennem sumpene. Luapula er oprindeligt en sump hundreder af meter bred, hvis vand bevæger sig sydpå. Når floden når det vestlige plateau, drejer den mod vest og danner Zambias grænse til DR Congo. Der er de dybe Mambatuta Falls, bag hvilke floden bliver smal, bugter sig mod nord og falder over fem kilometer over hurtige hvide vandfald, Mambilima Falls. Bag disse åbner dalen sig ud i et englandskab præget af mangotræer og kassavamarker. Efter vandfaldene er floden sejlbar til søen. 150 km før floden løber ud i Mweru-søen, udvider den sig til et bredt system af moser, sumpe, laguner og flodsletter. Floden skifter navn, da den løber ud i Mweru-søen, og kaldes herefter Luvua.